# خانه عبدالله حنیفه زاد
خانه آقای عبدالله حنیفه زاد مربوط به دوره معاصر است و در فومن واقع شده و این اثر در تاریخ ۲۵ اسفند ۱۳۸۰ با شمارهٔ ثبت ۵۳۳۶ به‌عنوان یکی از آثار ملی ایران به ثبت رسیده است.